# Josef Kraus (Politiker, 1903)

Josef Kraus

Josef Kraus (* 13. August 1903 in Hohenelbe; † 18. September 1940 in Prag) war ein deutscher Politiker (NSDAP).

## Leben und Wirken
Kraus war der Sohn des Fabriksarbeiters Josef Kraus (* 3. Februar 1870 in Hohenelbe) und seiner Ehefrau Pauline, geborene Pittermann (* 16. Juli 1870 in Hackelsdorf bei Hohenelbe). Nach dem Besuch der Volksschule und der Bürgerschule erlernte Josef Kraus den Beruf eines Lichtspielvorführers. In den folgenden Jahren arbeitete er in diesem Beruf in Hohenelbe, Gablonz, Eger und Prag. Von 1922 bis 1924 gehörte er der tschechoslowakischen Armee an, in der er es bis zum Korporal brachte. 
Im Jahr 1933 beteiligte Kraus sich an der Gründung der Sudetendeutschen Partei (SdP). Außerdem übernahm er die Gründung der Partei-Ortsgruppen im Kreis Hohenelbe. 1935 folgte seine Ernennung zum dortigen Bezirksleiter und am 12. Juni 1938 wurde er zum Vizebürgermeister der Stadt Hohenelbe ernannt. Nach der Annexion der Sudetengebiete durch das nationalsozialistische Deutsche Reich im Herbst 1938 wurde er mit dem Aufbau von NSDAP-Kreisen im Bereich Hohenelbe betraut und war von 1939 bis 1940 Kreisleiter in Königgrätz. Am 14. Dezember 1938 hatte er selbst die Aufnahme in die NSDAP beantragt und war rückwirkend zum 1. November desselben Jahres aufgenommen worden (Mitgliedsnummer 6.725.824).
Bei der am 4. Dezember 1938 stattfindenden Ergänzungswahl zu dem im April 1938 gewählten Reichstag zog Kraus als Abgeordneter für die Sudetengebiete in den nationalsozialistischen Reichstag ein, dem er bis zum Erlöschen seines Mandates am 17. Juli 1940 angehörte. Hintergrund war ein Ausschluss aus der NSDAP am 8. Juli 1940 wegen Unterschlagung.